# Топірець (річка)
Топірець (Топорець) — річка в Україні, в Бородянському районі та Києво-Святошинському районі Київської області, права притока Рокача. Довжина 13 кілометрів.
На картах XIX ст. позначена як Орлянка.
Бере початок на околиці села Діброва, далі протікає на північ, проходить околицею села Микуличі, протікає між селищем Немішаєве та селом Мироцьке, а на території Мироцького впадає у великий ставок, що є місцем злиття річок Топірець та Рокач.
Починаючи від селища Немішаєве і до гирла русло річки являє собою майже суцільний каскад ставків.
Притока ліва: Киянка.